# 银行卡
1. 发卡机构/发卡行的商標
2. EMV芯片
3. 全息防伪图像
4. 15~19位卡号
5. 銀行卡發卡組織商標
6. 有效期限（MM/YY，通常為3-5年，最短1年，最长10年）
7. 持卡人姓名（以英文字母的形式显示卡主姓名）

一个銀行卡的示例，图中标志分别是：

银行卡（英語：Bank card）是由商业银行发行的具有提款、支付和转账等功能的塑料卡片。它們是電子貨幣之一，常見的例如：
- 贷记卡或信用卡（Credit card）：不需要预先存入备用金，先消费后还款，一般有20天－60天的免息期。信用卡每月至少需偿还账单金额的10%，余款可以在以后归还并支付利息，為一種金融卡。
- 借记卡（Debit card）：消費的方式是直接扣除帳戶內現有的存款資金，和信用卡類似的是可以在網路、實體大小店舖直接刷卡消費，亦或是使用ATM轉帳、提款等如金融卡的功能，皆可使用、不能透支；卡内的金额按活期存款计付利息。借记卡在使用时一般需要密码（PIN）。
- 准贷记卡（Quasi-credit card 或 Secured Credit Card ）：需交存一定的备用金，透支后没有免息期。准贷记卡似乎为中国大陆所特有，如今已经不多见。部分银行偶见用准贷记卡BIN号段发行信用卡的情况。
- 签账卡（Charge card）：类似于信用卡，但是没有循环信用，每月账单金额必须全额偿还。签账卡的额度通常比信用卡高出许多，其年费和发卡标准也比信用卡高。严格来说，签账卡并不是银行卡。因为签账卡一般是由非银行金融机构，比如美国运通旅游有关服务公司（American Express Travel Related Services）或者大來卡（Diners Club）发行的。

## 跨国（境）使用
美国Visa公司推出的Visa卡，是最早可在全球使用的银行卡；万事达卡（英語：Mastercard）亦是全球性的银行卡。中国政府在2002年推动组建中国银联。2015年时，中国银联超过Visa，成为全球交易额最大的银行卡结算组织。